# Giovanni Bartolini
Giovanni Bartolini (Bologna, anni 1590 – XVII secolo) è stato un astronomo, astrologo e bibliotecario italiano la cui figura si inserisce nella fitta rete di relazioni createsi a Roma intorno all'Accademia dei Lincei nel XVII secolo.

## Biografia
Dubbi risultano sia la data di nascita, collocabile intorno all'ultimo decennio del XVI secolo, sia il luogo di nascita che presumibilmente fu Bologna. Le prime informazioni che si hanno sulla vita di Giovanni Bartolini partono dal 1611 quando si trasferì a Roma presso Antonio Persio di cui divenne segretario e familiare. Le prime notizie documentate sono tutte inerenti a Persio e all'ambiente dell'Accademia dei Lincei; infatti il nome del Bartolini compare nel Carteggio Linceo, oltre ad essere menzionato in uno scambio epistolare tra Francesco Stelluti e Giovanni Antonio Mazzini che lo indicavano come commesso per una consegna di un libretto.
Sotto la spinta di Federico Cesi, Persio, coadiuvato dal Bartolini, iniziò la progettazione e la stesura dell'opera Index capitum librorum Abbatis Antomi Persii Lyncei ..., che venne poi conclusa e pubblicata a Roma nel 1613 dal Bartolini, dopo la morte di Persio.
Nel 1620, sempre a Roma, Bartolini divenne auditore del cardinale Scipione Cobelluzzi e bibliotecario apostolico.
Bartolini, seppur legato agli ambienti dell'Accademia dei Lincei e degli alti prelati romani che vi gravitavano, si dedicò con fervida attività a interessi astrologici ed astronomici e trasse una fitta serie di pronostici. Egli fu un chiaro esempio della palese inosservanza, perfino nell'ambiente della curia romana, della bolla di Sisto V del 1586 contro le predizioni.
Non concorde con il rigoroso determinismo astrologico del periodo, scrisse il Discorso astrologico delle mutationi de' tempi dell'anno 1608 et della nova cometa e altre cose, in cui tese a delimitare il "quanto di bene e di male ci vien promesso dalle stelle, quali inclinant sed non cogunt, et ciò quanto spetta alle cause seconde: che nel resto Iddio è padrone assoluto, quale pregaremo che ci concedi il bene e liberi dal male".
Difese l'utilità e la validità dell'astrologia, che vide corrispondere con la teologia naturale, secondo le argomentazioni basate sulle autorità filosofiche di Aristotele, Tolomeo, Origene e sant'Agostino. Sostenne che l'utilità dell'astrologia verrebbe dimostrata dal carattere indispensabile delle previsioni relative alla navigazione e all'arte del seminare o raccogliere i frumenti, del far riprodurre gli armenti e a quelle relative alla medicina.
Bartalini riconobbe, d'altra parte, che "la scientia astrologica è difficile sopra ogn'altra umana professione, sì per la moltitudine delle cagioni, che concorrono alla produttione degli effetti, che si hanno a predire, delle quali anche buona parte non èconosciuta fin hora, come ancora per la varia dispositione e qualità de' soggetti, ne, quali l'attione di queste cagioni si hanno da ricavare; finalmente per la difficultà chè ha in sé medesima per esser congetturale."
Non vi sono attestazioni o documenti che ne riportino l'anno e il luogo di morte.

## Opere
- Discorso astrologico delle mutationi de' tempi dell'anno 1608 et della nova cometa e altre cose, Venezia 1608.
- Discorso astrologico delle mutationi de tempi dell'anno 1608, Venezia, Grazioso Percacino, 1608.
- Discorso astrologico delle mutationi de' tempi e delle quattro stagioni, Roma, Guglielmo Facciotti, 1612.
- Breue raccolta delli giorni insalubri per purgarsi, cauar sangue, metter coppe, o dar tagli. Col moto diurno de' luminari da un mezo giorno all'altro, dell'anno bisestile 1612. ... Roma 1612.
- (LA) Index capitum librorum Abbatis Antomi Persii Lyncei Materani Civ. Rom. I. V. C. philosophi theologi praestantissimi. De ratione recte philosophandi et De natura ignis et caloris, Roma 1613.
- Discorso... dell'anno 1613, nel quale si tratta del Giuditio universale dell'anno, dell'ecclissi lunare dell'anno passato, Roma 1614.
- Discorso astrologico di G. B. sopra l'anno 1618 calculato al meridiano di Roma secondo l'osservazioni del Tychone, Vat. lat. 6304.
- Brevi annotazioni ovvero discorsi apologetici nelli due almanacchi di Fabrizio Coconaro delli anni 1608 e 1609, Bologna 1610.
- Alcuni presagi per conoscere le mutazioni de' tempi, Bologna 1610.
- Discorsi ... 1611, Roma 1612.
- Discorsi. Con alcuni avvertimenti utili alla navigazione,  Roma 1614.
- Breve raccolta delli giorni insalubri per purgarsi, cavar sangue, metter coppe o dar tagli,... secondo il novello calcolo di Ticone. Et infine un breve trattato per conoscere le stelle erranti dalle fisse, Roma 1614.